# Mestre Jacobo
Mestre Jacobo (ca. 1220 - Múrcia, 1294), fou un jurista de la Corona de Castella, al servei del rei Alfons X el Savi. A ell es deu en part el codi de les Set Partides i altres obres, com l'anomenada Flores del Derecho o Flores de las Leyes, Doctrinal de los Pleitos y Los Nuevos Tiempos de los Pleitos. És conegut per una gran varietat de noms, convertint algun d'ells el seu sobrenom en cognom: Jácome Ruiz o Jacobo Ruiz, Giacomo de Giunta o Jacobo de Junta, Jacobo el de les lleis o Jacobo de les Lleis).

## Vida i obra
S'ignora el seu origen, sent per a algunes fonts italianes (de Gènova o Florència) i per unes altres de la Corona d'Aragó (d'on hauria aparegut com a part del seguici de la reina Violant). Sembla que es va doctorar en Dret per la Universitat de Bolonya, on ensenyava lleis Raimon de Penyafort, fet que explicaria l'orientació romanista de la seva legislació.
Va residir a la capital del regne de Múrcia durant uns quaranta anys, i sembla que es va recórrer a la seva influència en la cort papal per obtenir el trasllat de la seu catedralícia de Cartagena a Múrcia.
En 1302 es va manar construir a la catedral una capella funerària sota l'advocació dels sants Simó i Judes, al lloc cedit pel "cabildo" en un document datat el 21 de març de 1295 a la que ja era la seva vídua: "para sepultura del dicho maestro Jacobo et de vos doña Juana su muger y de los hijos suyos y vuestros y de los que vernan después de vos". Una tal Beatriz, enterrada a la mateixa capella, apareix en unes fonts com la seva mare i en altres com la seva esposa.